# Лефки (Кожани)
Лефки (грч. Λεύκη) је насељено место у општини Горуша у периферији Западна Македонија, Грчка. Према попису из 2021. године било је 18 становника.
Према бугарском географу и историчару, Василу Канчову, у Лефкију је 1900. године живело 210 Грка муслимана (Валахади). Лефки се налазе у области Населица, која је некада била насељена словенским становништвом које је касније хеленизовано. Године 1923. муслиманско становништво је принудно исељено у Турску а на њихово место је насељено 44 грчких избегличких породица, којих је на попису из 1928. године било 160. Село се раније звало Сирочани.